# Arroyo del Catalán
Der Arroyo del Catalán ist ein Fluss in Uruguay.
Der zum Einzugsgebiet des Río Uruguay zählende Fluss entspringt unweit südlich von Colonia Concordia. Von dort fließt er auf dem Gebiet des Departamentos Soriano in westliche Richtung und mündet westsüdwestlich von Colonia Concordia als linksseitiger Nebenfluss in den Río Uruguay.